# Tittensor
Tittensor är en by i Staffordshire i England. Byn är belägen 15,7 km 
från Stafford. Orten har 669 invånare (2015). Byn nämndes i Domedagsboken (Domesday Book) år 1086, och kallades då Titesoure.